# Епархия Варангала
Епархия Варангала (лат. Dioecesis Varangalensis) — епархия Римско-Католической церкви c центром в городе Варангал, Индия. Епархия Варангала входит в митрополию Хайдарабада. Кафедральным собором епархии Варангала является церковь Пресвятой Девы Марии Фатимской.

## История
22 декабря 1952 года Римский папа Пий XII издал буллу Cum de Hyderabadensi, которой учредил епархию Варангала, выделив её из епархии Хайдарабада. В этот же день епархия Варангала вошла в митрополию Мадраса и Мелапора.
19 сентября 1953 года епархия Варангала вошла в митрополию Хайдарабада.
31 мая 1976 года и 18 января 1988 года епархия Варангала передала часть своей территории для возведения новых епархий Налгонды и Кхаммама.

## Ординарии епархии
- епископ Альфонсо Беретта (8.01.1953 — 30.11.1985);
- епископ Тхумма Бала (17.11.1986 — 12.03.2011) — назначен архиепископом Хайдарабада;
- епископ Udumala Bala Show Reddy (23.05.2013 — по настоящее время).

## Источник
- Annuario Pontificio, Libreria Editrice Vaticana, Città del Vaticano, 2003, ISBN 88-209-7422-3
- Булла Cum de Hyderabadensi, AAS 45 (1953), стр. 481  (лат.)